# Namib-Naukluft-Park
Der Namib-Naukluft-Park ist ein Nationalpark im Westen Namibias, der zwischen der Küste des Atlantischen Ozeans und dem Rand der Großen Randstufe  liegt. Es umfasst einen Teil der Namib-Wüste, die Naukluftberge und die Lagune von Sandwich Harbour. Das bekannteste Gebiet des Parks und eine der Hauptbesucherattraktionen in Namibia ist Sossusvlei, eine von Dünen umgebene Tonpfanne.

## Lage und Beschreibung
Der 1979 eingerichtete Namib-Naukluft-Park hat eine Fläche von mehr als 50.000 Quadratkilometern. Er gehört zum Namib-Skelettküste-Nationalpark. Er grenzt unmittelbar an die nördlich gelegene Skelettküste mit dem Nationalen Erholungsgebiet Westküste und reicht im Süden bis an das Diamantensperrgebiet heran. Östlich des Parks schließt sich der 2000 km² große, private, Schutzpark Namib Rand Nature Reserve an. Innerhalb des Parks befindet sich die Wüstenforschungsstation Gobabeb. Im Norden reicht der Park bis zum Swakop-Tal.
Von den Naukluftbergen im Osten, die fast 2000 Meter hoch sind, führen drei Flussläufe nach Westen in die Sand-Namib. Der Tsondab im Norden führt in die Tsondab Vlei Lehmpfanne. Der Tsams endet in der Tsams-Vlei, und der südliche Tsauchab fließt ins Sossusvlei. Die Flüsse führen aufgrund der klimatischen Bedingungen nur sehr unregelmäßig Wasser. Im Landesinneren kommt es zu extremen Temperaturschwankungen. Die Temperatur kann zwischen Minusgraden in der Nacht und mehr als 40 Grad am Tag schwanken.

## Tierwelt
Es gibt eine Vielzahl von Tieren im Nationalpark. Am auffälligsten sind Oryx und Springbock. Diese an die Wüste angepassten Antilopen bewohnen sogar die trockensten Gebiete des Parks. Näher an den Flüssen findet man Klippspringer, Steinböcke und Scharen von wüstenangepassten Pavianen. Weiterhin gibt es Schlangen, Geckos, Leoparden, Kapfüchse, Karakale, Löffelhunde, Gnus, Strauße und Schakale. Zu den kleineren Kreaturen zählen Erdmännchen, Fuchsmangusten und Kap-Ziesel. Wegen des regelmäßigen Vorhandenseins von Wasser  ist die Vegetation in den Naukluft-Bergen üppiger. Dort gibt es mehr als 50 Säugetierarten, darunter das endemische Hartmann-Bergzebra und über 200 Vogelarten, so zum Beispiel verschiedene Adler- und Eulenarten, unter anderem Klippenadler.

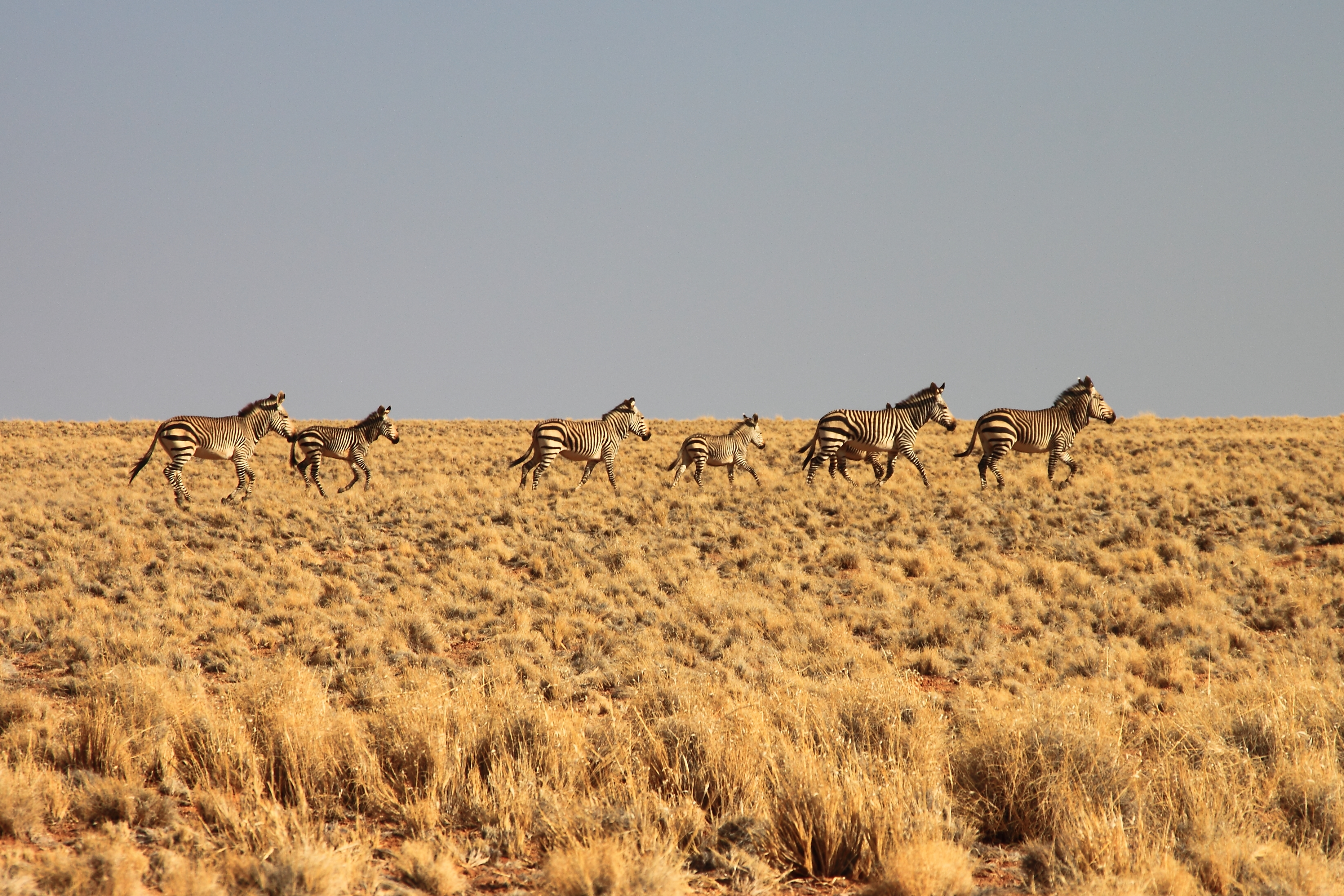
Hartmann-Bergzebras
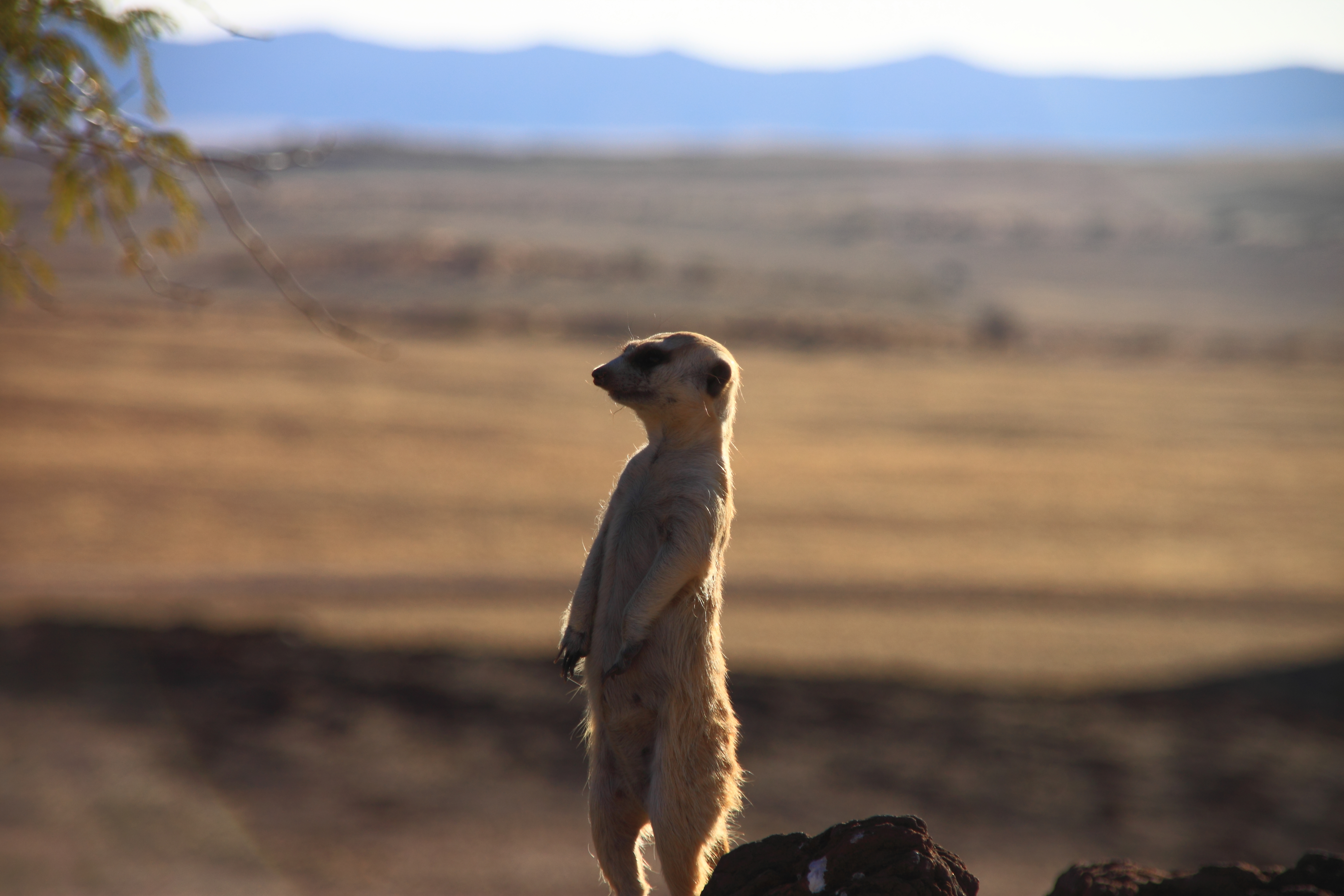
Erdmännchen
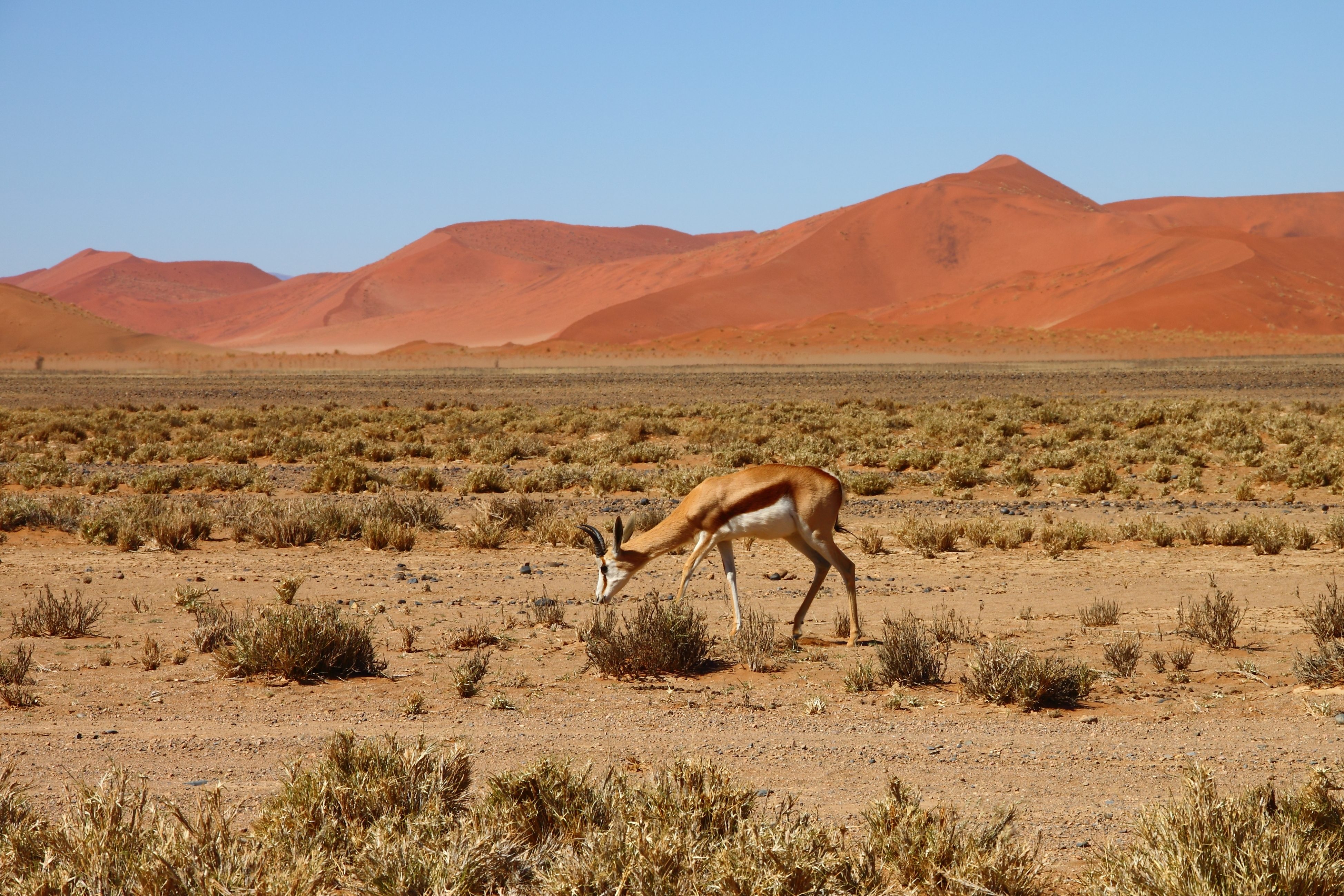
Springbock
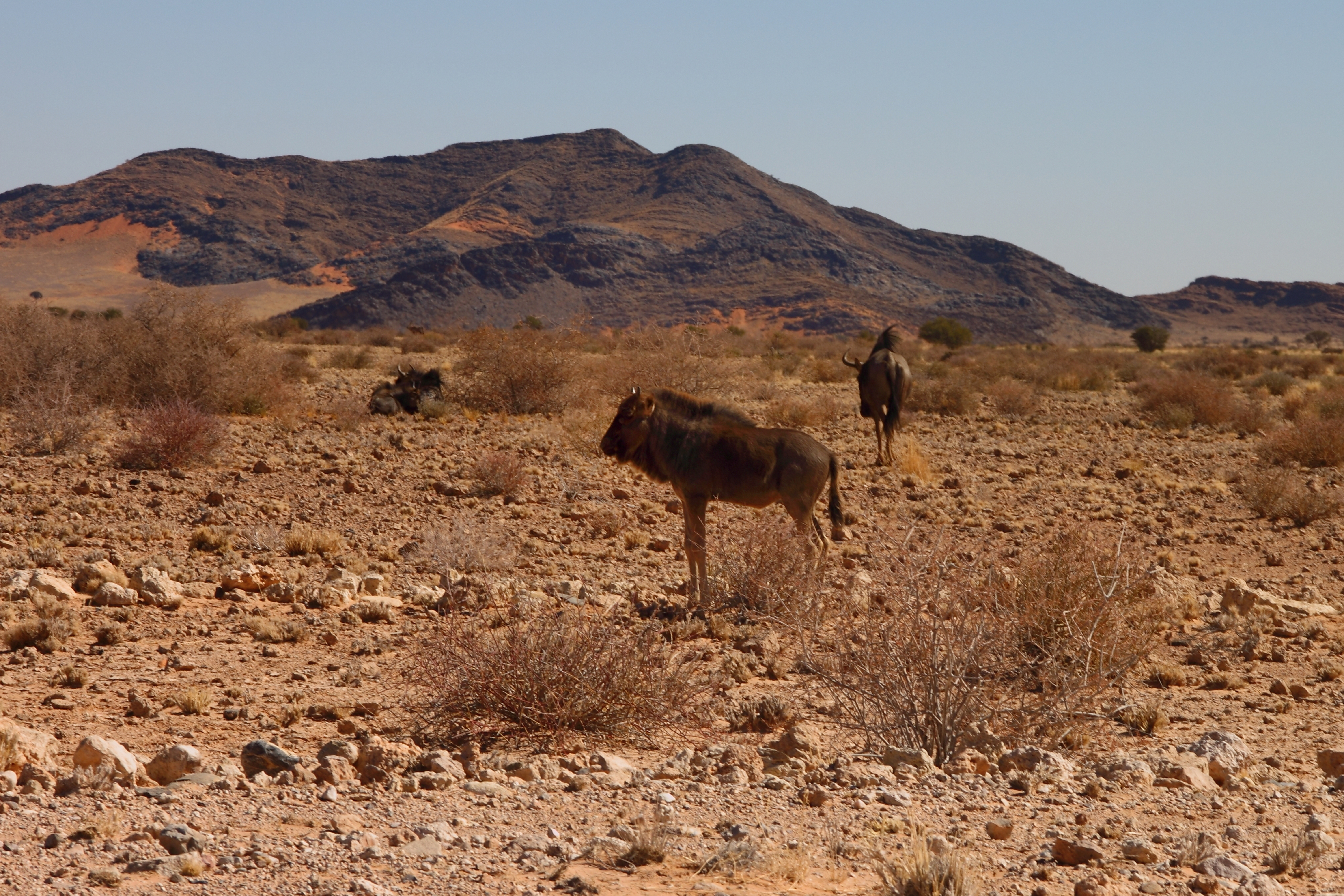
Gnus
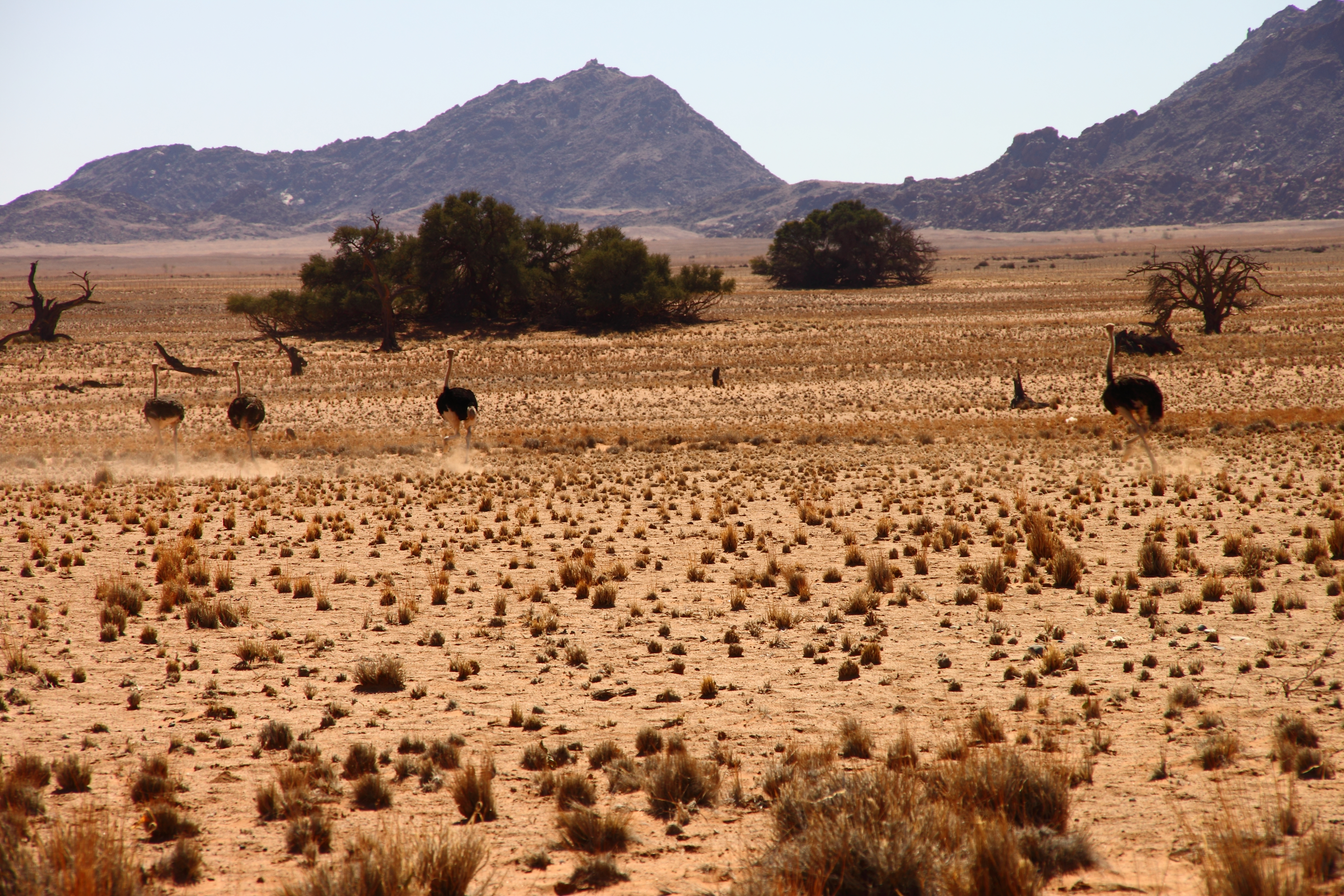
Strauße

## Geschichte
Bereits 1907 wurde der nördliche Teil des Namib-Naukluft-Parks von Gouverneur Friedrich von Lindequist unter Schutz gestellt. Die deutsche Kolonialverwaltung wies zu dieser Zeit drei Wildreservate in Deutsch-Südwestafrika aus. Der heutige Namib-Naukluft-Park wurde als „Game Reserve No. 3“ ausgerufen. Die beiden anderen waren Omuramba Omatako und Etosha.
Die nördliche Grenze des Reservats verlief fünf Kilometer südlich des Swakop-Flusses und die südliche Grenze zehn Kilometer südlich des Kuiseb-Flusses. Nach dem Ersten Weltkrieg bestätigte die südafrikanische Verwaltung von Südwestafrika die Proklamation der Deutschen. 1941 kam  das Gebiet von Sandwich Harbour kam hinzu, 1962 folgte eine kleine Verlängerung der Südgrenze.
1966 wurde das „Game Reserve No. 3“ deproklamiert und an seiner Stelle der Namib Desert Park errichtet. Der Namib-Wüstenpark umfasste ein kleines Gebiet nördlich des Swakop-Flusses, wo Welwitschie wächst, sowie die Mondlandschaft östlich von Swakopmund. 1979, im Jahr der offiziellen Gründung, kamen zwei weitere große Flächen hinzu. Der Naukluft Mountain Zebra Park wurde einbezogen, so dass die Naukluft Mountains nun Teil des Schutzgebiets waren. Es umfasste zuvor 14 kommerzielle Farmen, die von der Regierung gekauft wurden, um das Hartmann-Bergzebra zu schützen. Das zweite hinzugefügte Gebiet war ein 1.600 Kilometer langer Streifen des Atlantischen Ozeans, der den Namib-Naukluft-Park zum ersten Meeresschutzgebiet Namibias machte. Die heutigen Grenzen des Parks wurden 1986 festgelegt, als die Regierung die Kontrolle über Teile des Sperrgebiets erhielt, einem Gebiet, das für den Diamantenabbau gesperrt ist. Dieser riesige Landstreifen blieb für die allgemeine Bevölkerung unzugänglich, ist aber heute Teil des Namib-Naukluft-Parks.

## Galerie

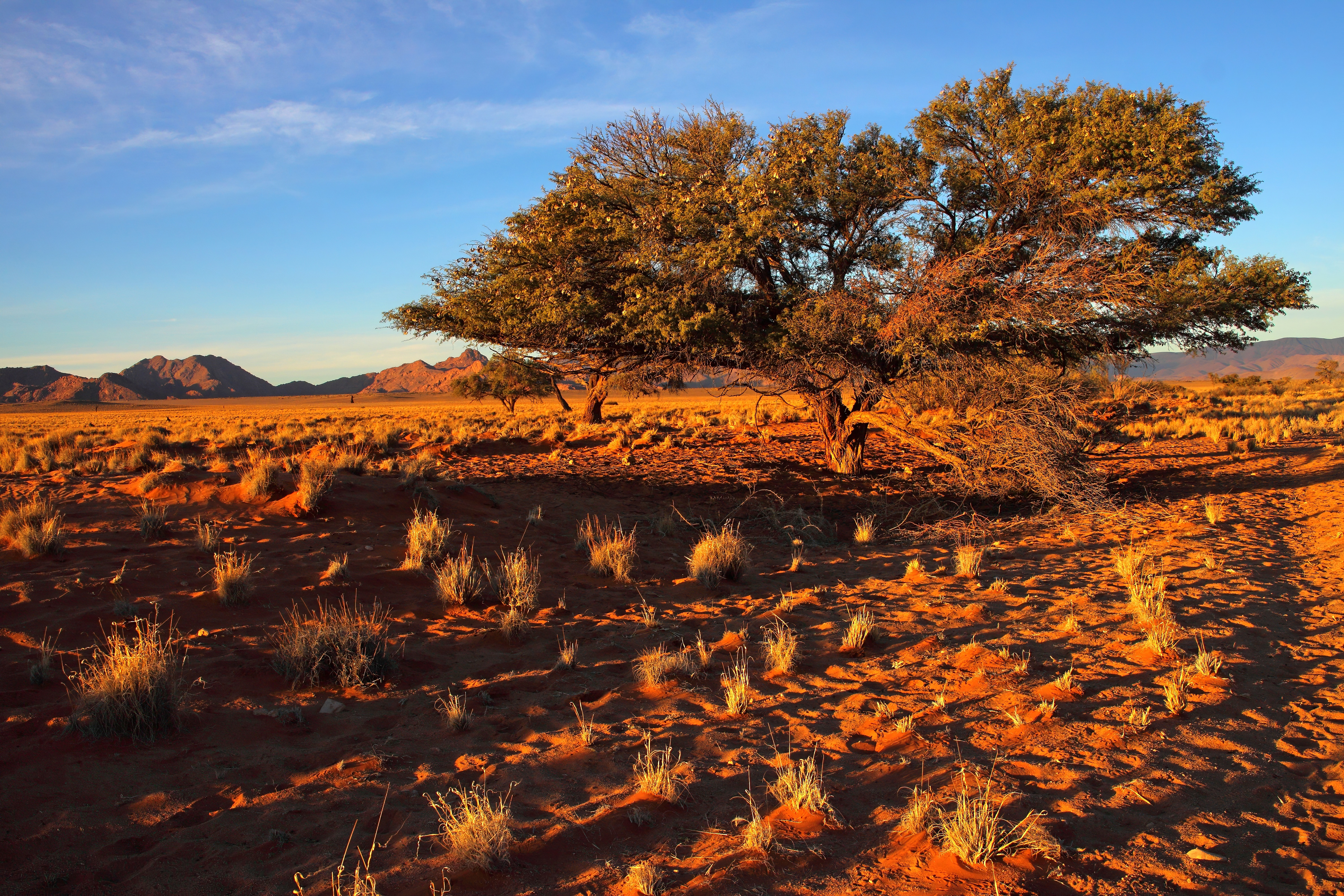
Kameldornbaum
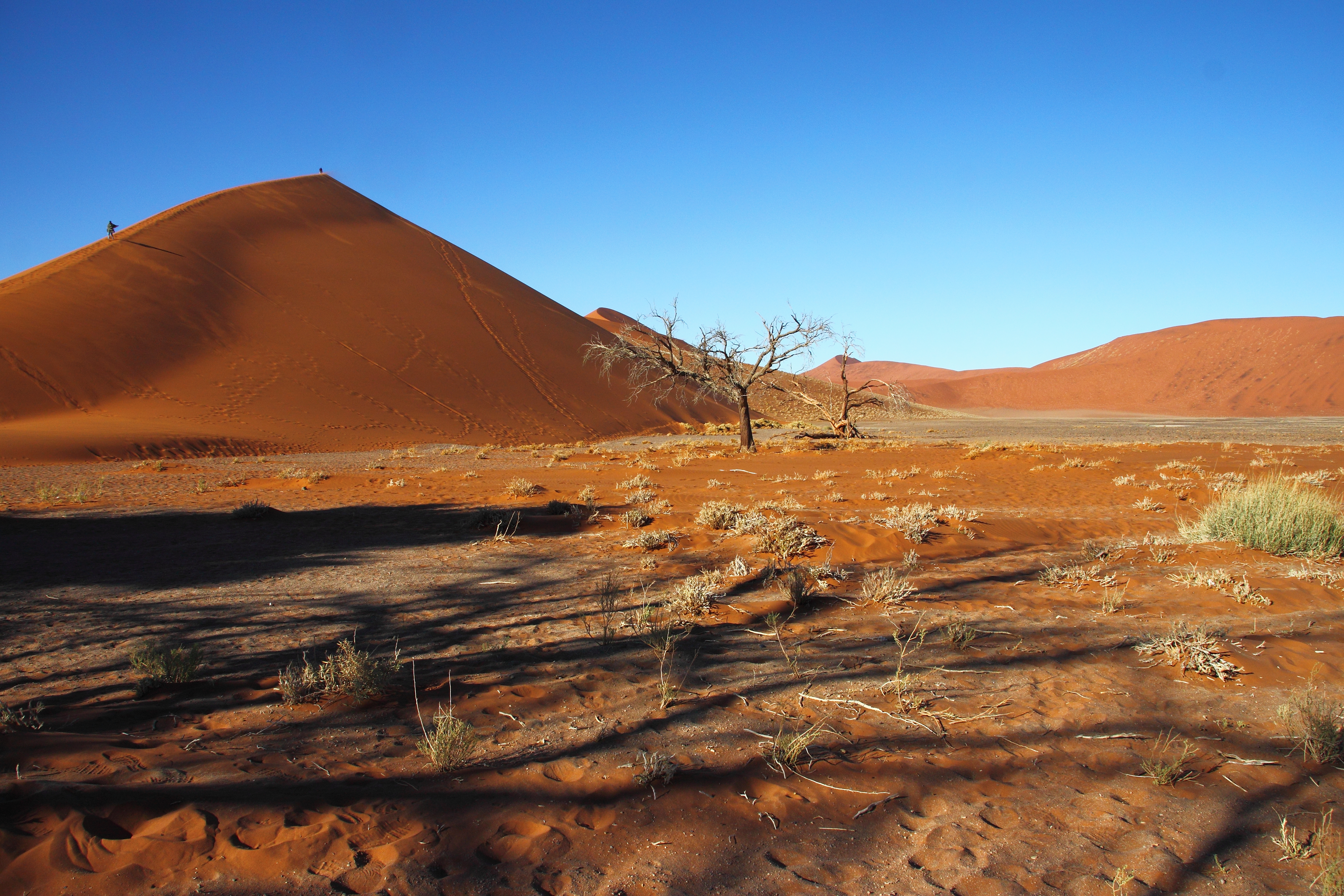
Sossusvlei
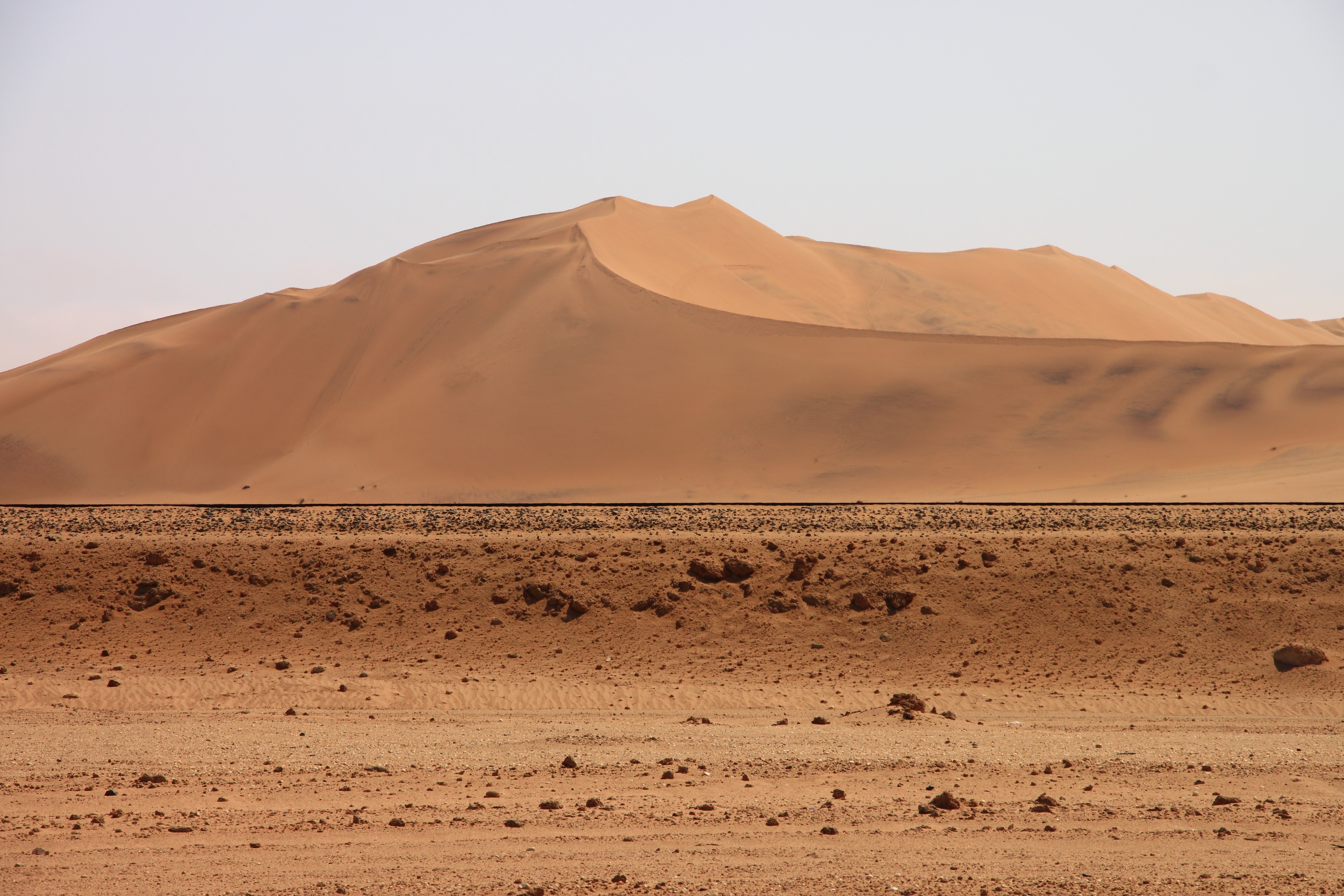
Dünen südlich von Swakopmund
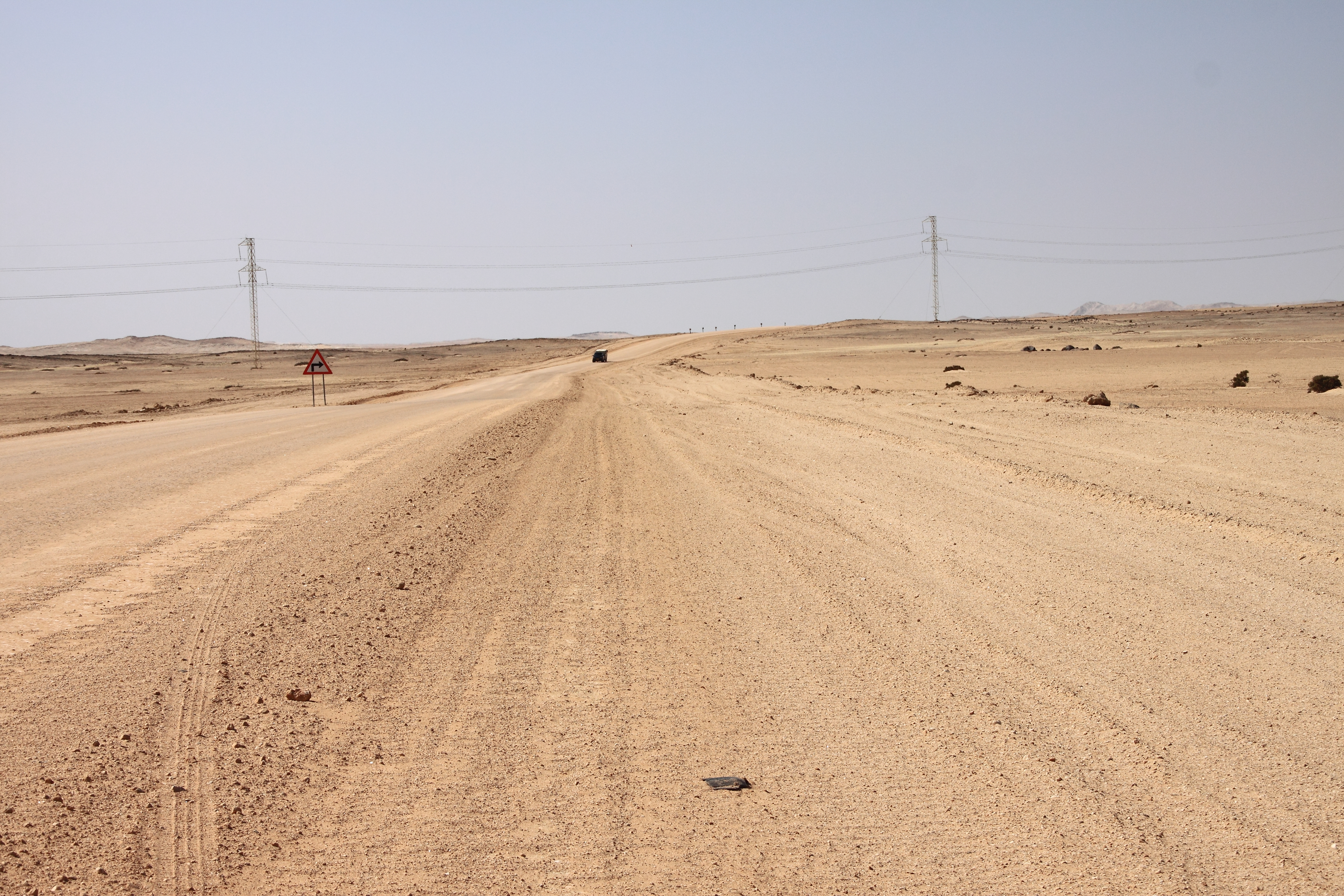
Hauptstraße C19
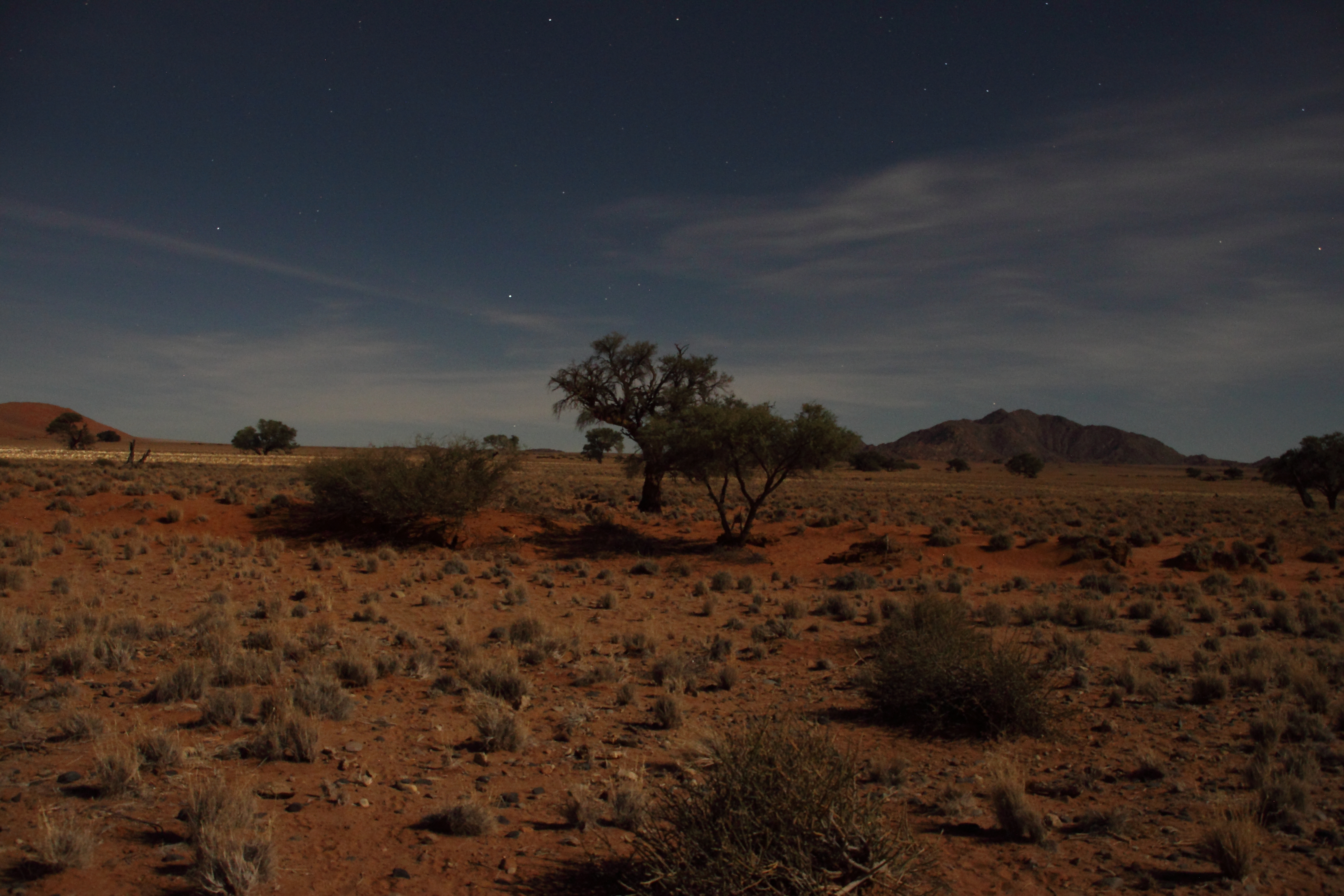
Namib by night
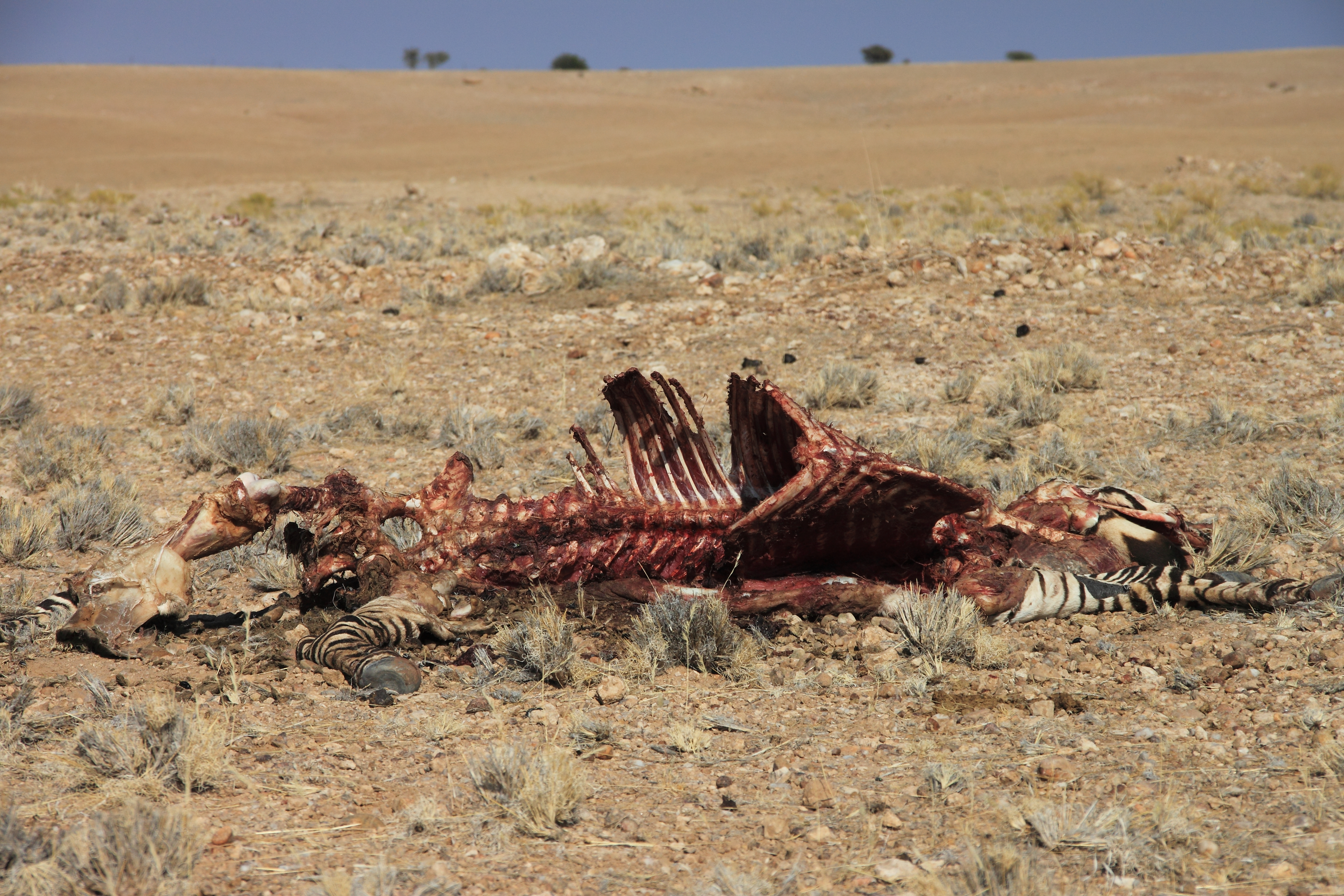
Totes Zebra
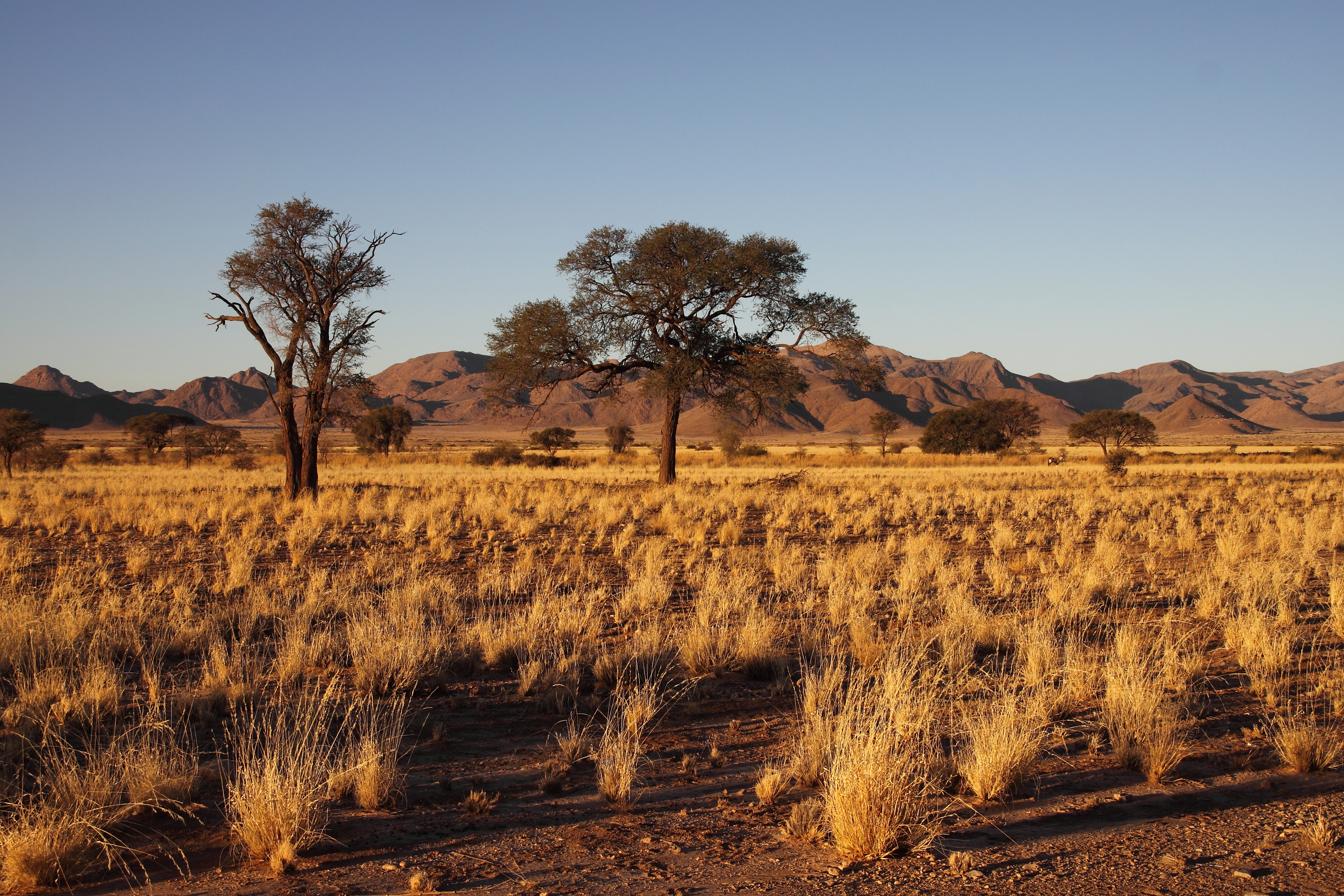
Landschaft nahe Solitaire
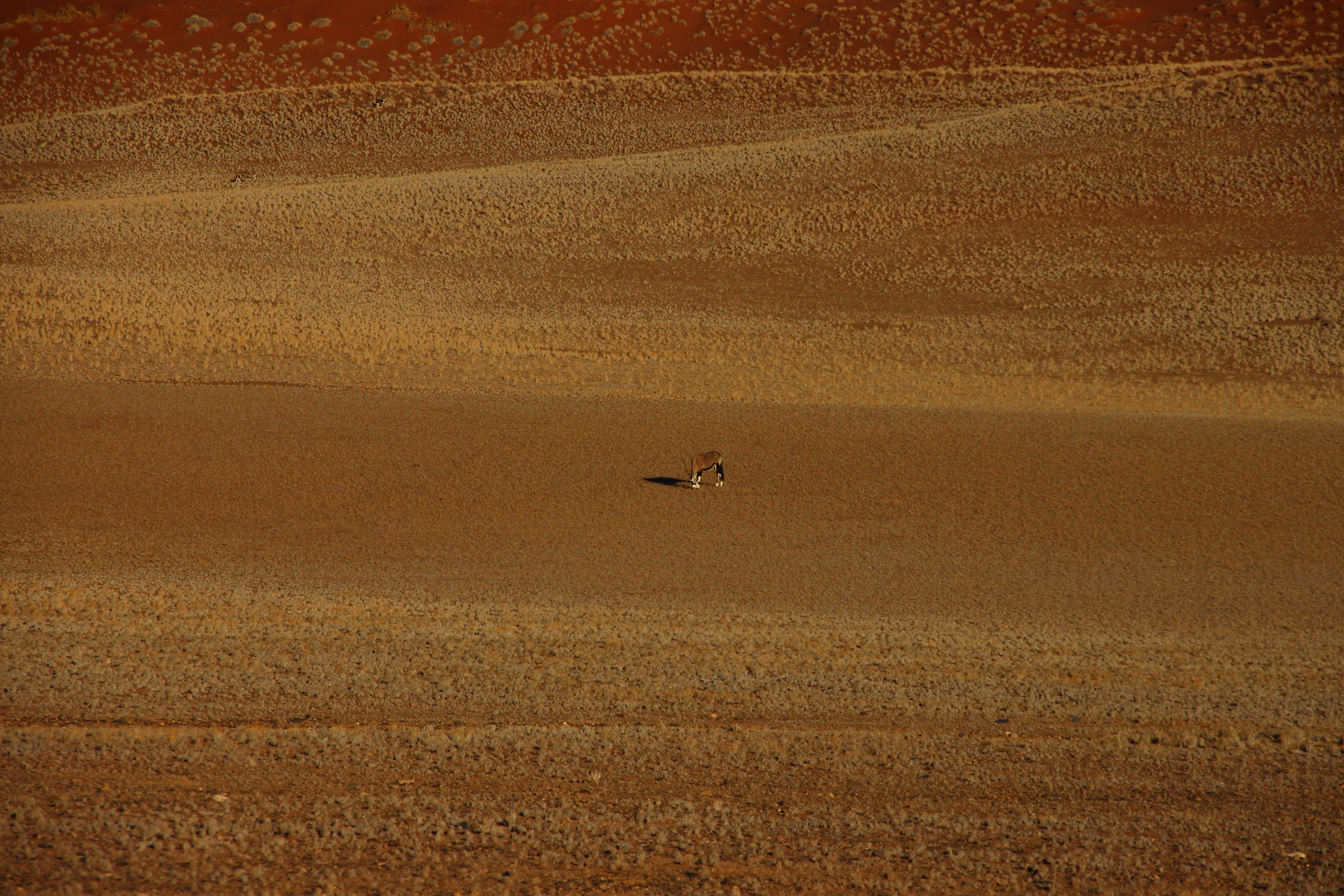
Sossusvlei mit Oryxantilope